# 西湘パーキングエリア

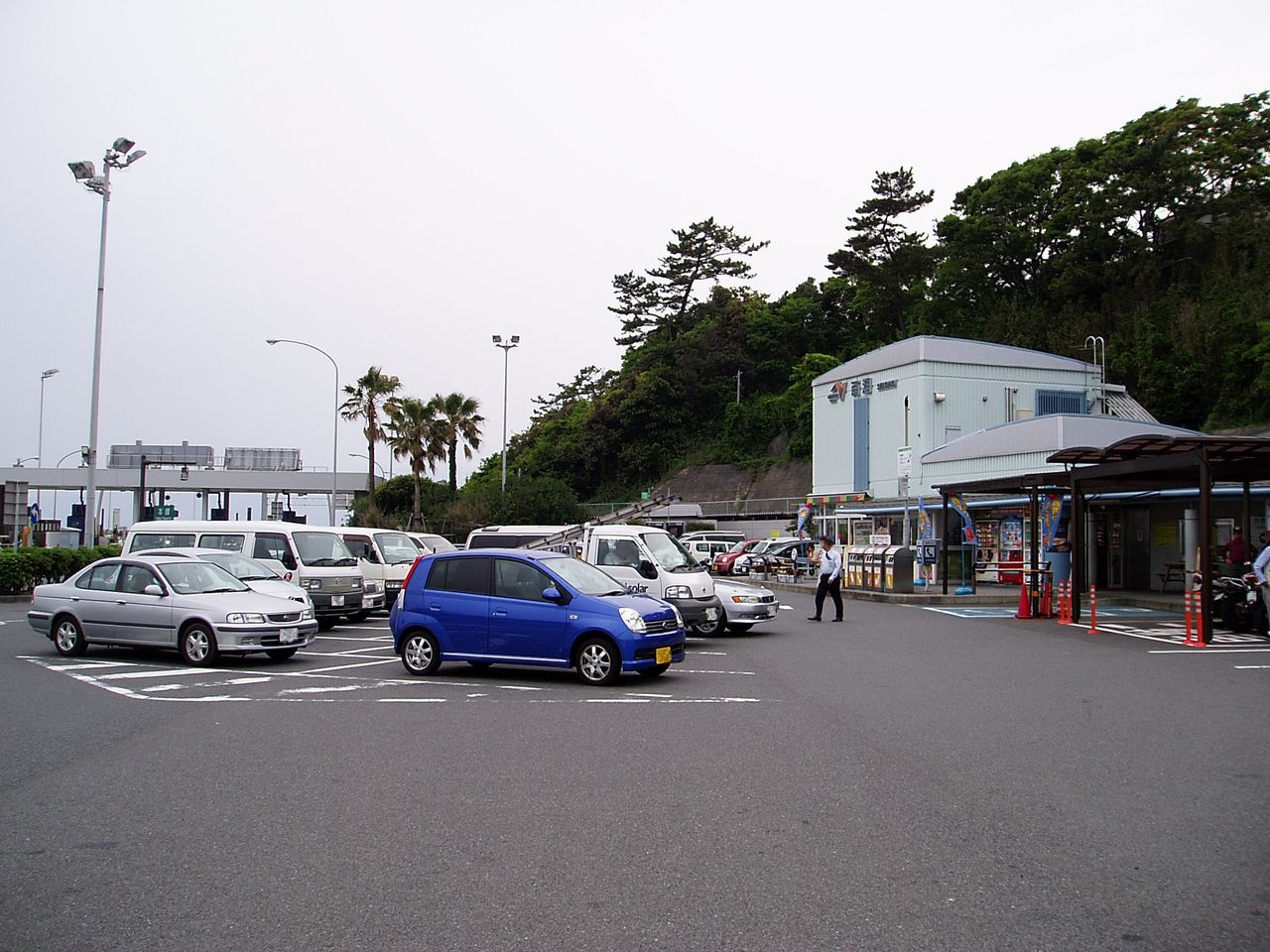
上り線の施設

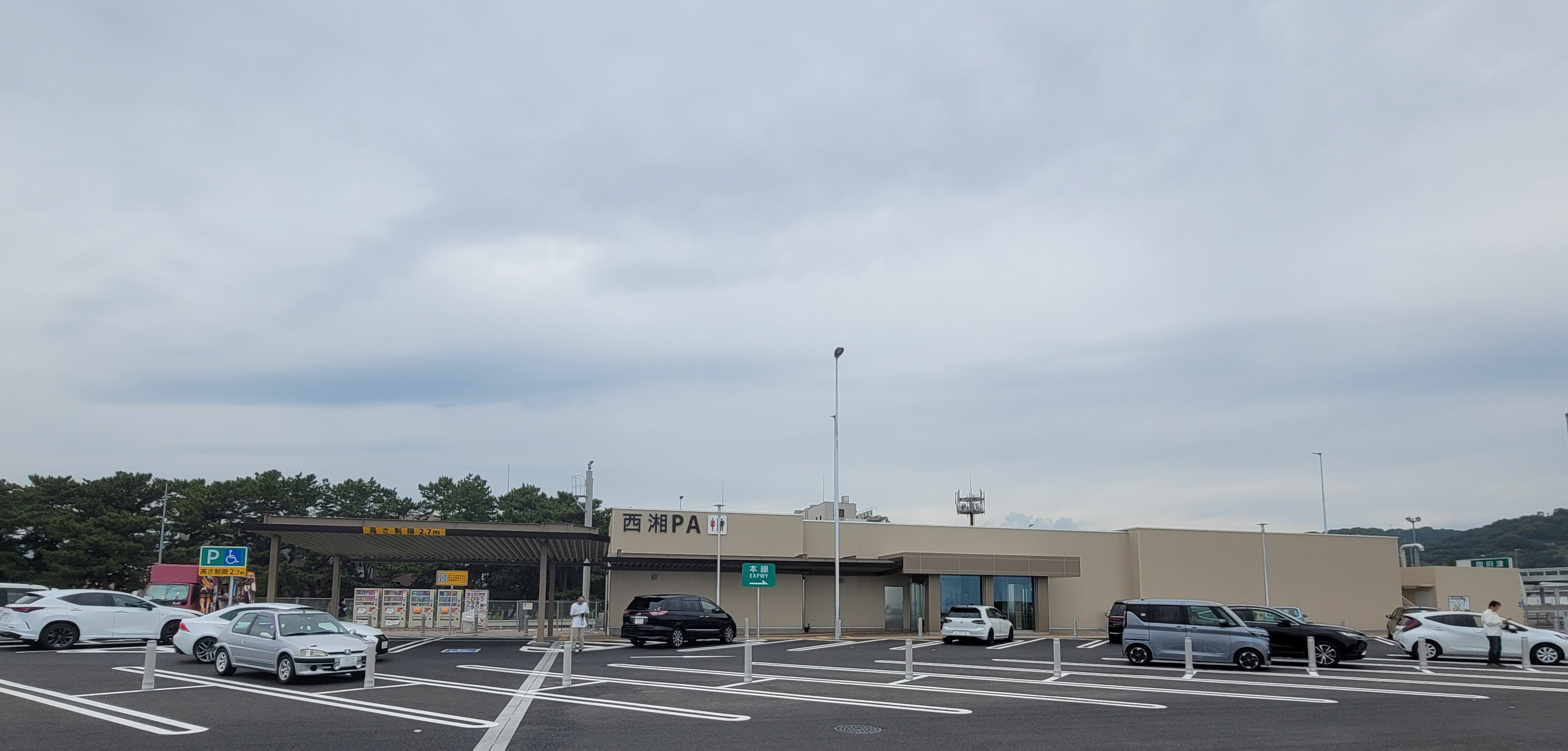
下り線の施設（復旧後）

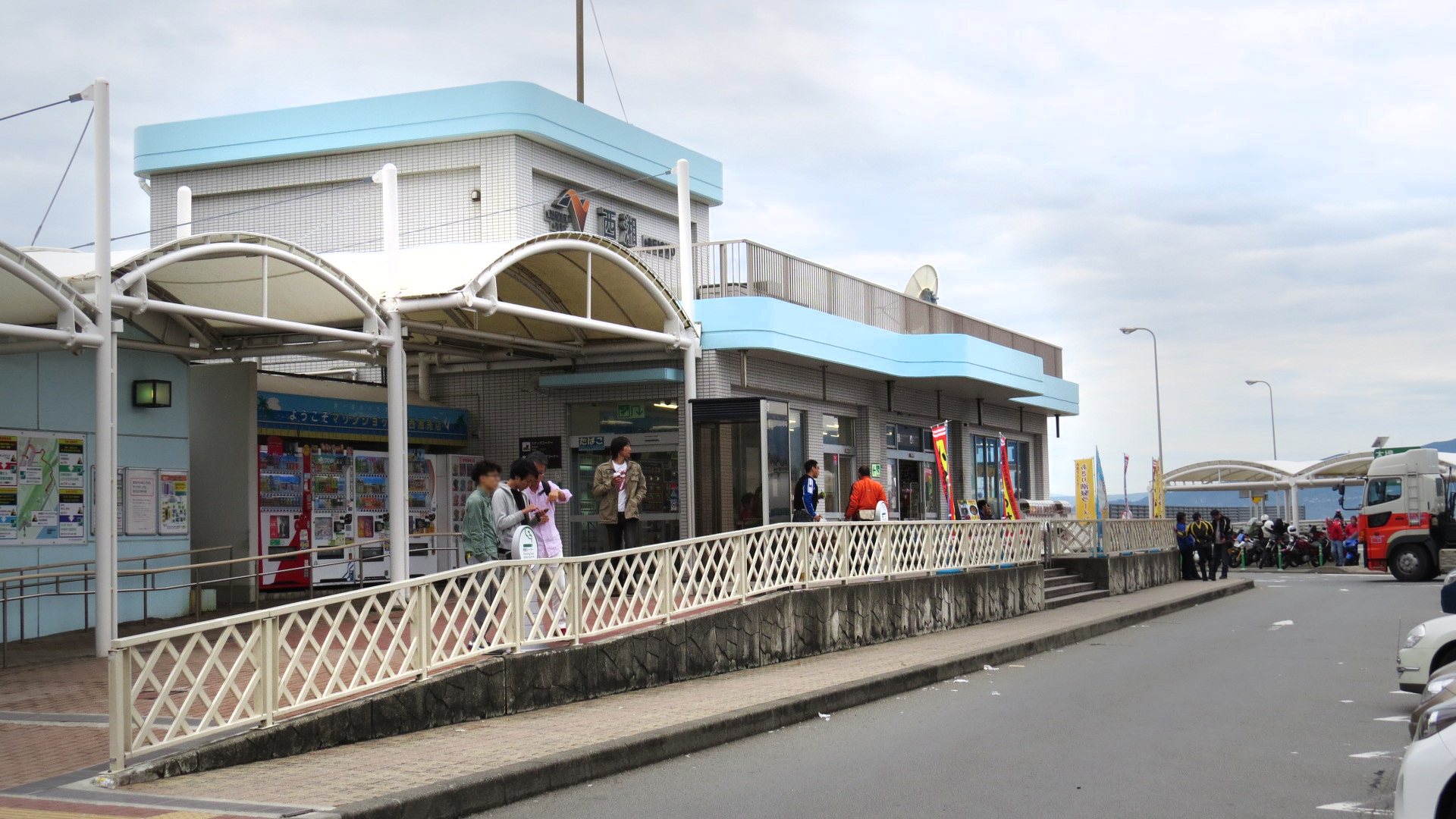
下り線の施設（被災前）

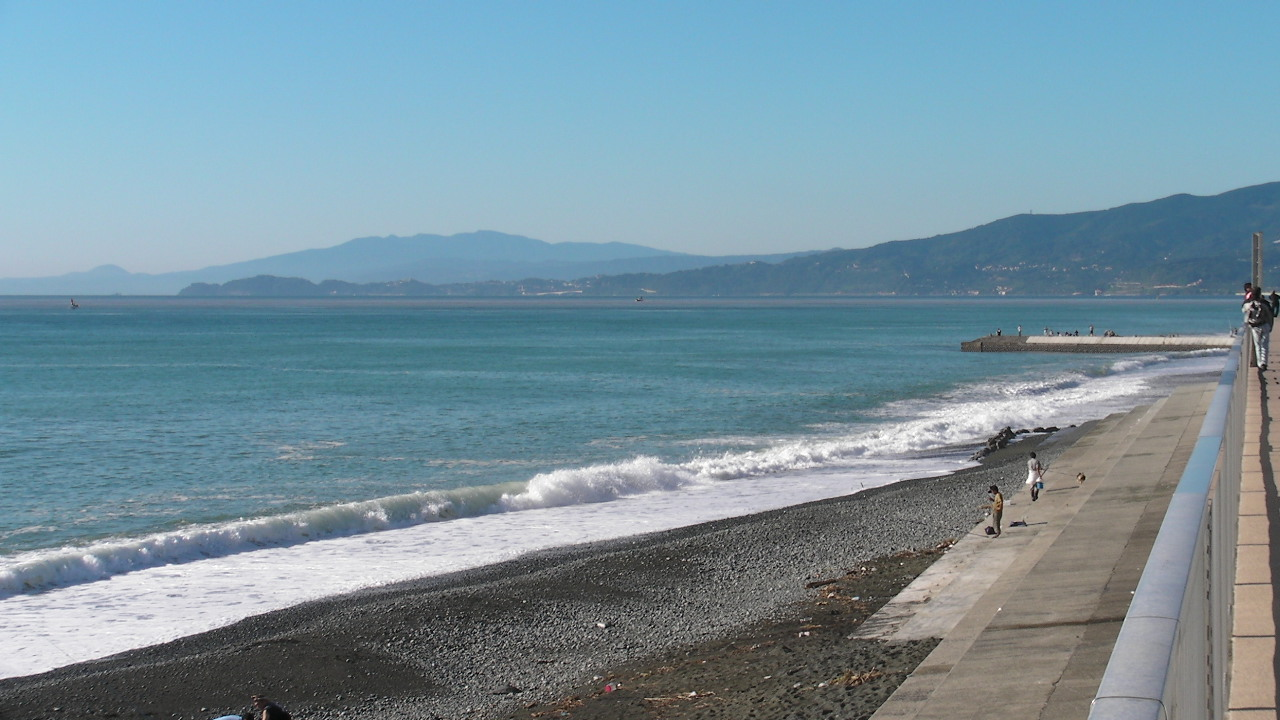
下り線の施設裏からの景色は大変良い

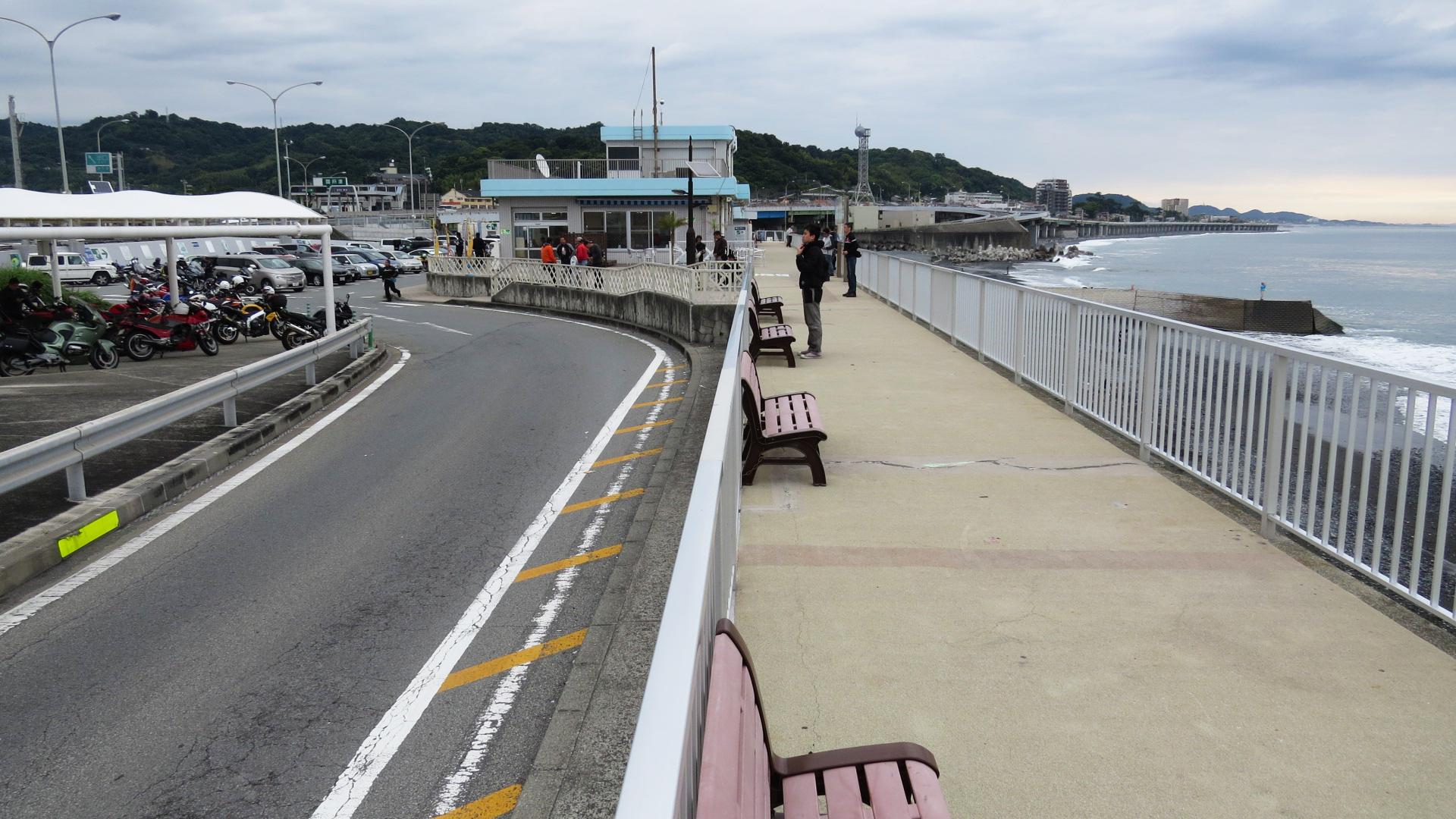
下り線は休日の午前中に、箱根や伊豆に行くバイクやスポーツカーが沢山集まる（被災前）

西湘パーキングエリア（せいしょうパーキングエリア）は、神奈川県小田原市の西湘バイパス上にあるパーキングエリア。
上り線の施設は橘TBのゲート直後にある（北緯35度17分14.5秒 東経139度14分0.7秒 / 北緯35.287361度 東経139.233528度）。下り線の施設は国府津ICの合流レーンの先に位置する（北緯35度16分33.7秒 東経139度12分17.1秒 / 北緯35.276028度 東経139.204750度）。上下線の施設は2 km以上離れている。

## 道路
- E84 西湘バイパス

## 歴史
- 2019年（令和元年）
  - 10月12日 - 令和元年東日本台風により下り線施設が被災。
  - 12月3日 - 小型車用駐車場に仮設トイレを設置すると共に、大型車用駐車場を改装し暫定復旧[1]。
- 2022年（令和4年）
  - 2月1日 - 下り線が土地のかさ上げを含む災害復旧工事のため長期間閉鎖となる[注釈 1]。
- 2023年（令和5年）4月29日 - 下り線の災害復旧工事が完了し、売店・食堂施設を有しないパーキングエリアとしてリニューアルオープン[4][5][6]。

## 施設

### 上り線（大磯方面）
- 駐車場
  - 大型 5台
  - 小型 34台
  - 車椅子用駐車場有
- トイレ
  - 男性 大2（和式1・洋式1）・小7
  - 女性 9（和式1・洋式8）
    - 同伴の男児用 1

  - 車椅子用 1
- スナック（8:00-19:00）
- ショッピング（8:00-19:00）

### 下り線（小田原・箱根方面）
災害復旧後（2023年4月29日 - ）
- 駐車場
  - 大型 14台
  - 小型 79台
  - 二輪車 20台
  - 障害者専用 2台
- トイレ
  - 男性 大7・小8
  - 女性 22
  - 多目的用 1
- キッチンカー出店スペース
- 自動販売機
- 展望スペース

暫定復旧時
- 駐車場
  - 大型 4台
  - 小型 13台
- トイレ
  - 男性 大3・小3
  - 女性 5

被災前
- 駐車場
  - 大型 14台
  - 小型 85台
  - 二輪車 約20台分（屋根付き）
  - 障害者専用 2台
- トイレ
  - 男性 大5（和式3・洋式2）・小16
  - 女性 28（和式22・洋式6）
    - 同伴の男児用 2

  - 車椅子用 1
- スナック（8:00-19:00）
- ショッピング（8:00-19:00）

## 隣
E84 西湘バイパス
西湘二宮IC - 橘IC/西湘PA（上り線） - 橘TB - 国府津IC - 西湘PA（下り線） - 酒匂IC